# 1960年ローマオリンピックのノルウェー選手団
1960年ローマオリンピックのノルウェー選手団（1960ねんローマオリンピックのノルウェーせんしゅだん）は、1960年8月25日から9月11日にかけてイタリアの首都ローマで開催された1960年ローマオリンピックのノルウェー選手団、およびその競技結果。

## メダル
| メダル   | 選手                       | 競技       | 種目                   |
| -------- | -------------------------- | ---------- | ---------------------- |
| 金メダル | Peder Lunde Bjorn Bergvall | セーリング | フライングダッチマン級 |